# Dreißiger (Einheit)
Dreißiger war ein kleines Getreidemaß in Bayern und war in der Maßkette vom alten Metzen abwärts an letzter Stelle. Es war der 32. Teil des Metzen.
- 1 alter bayerischer Metzen = 2 Viertel = 4 halbe Viertel = 8 Mäßlein = 16 halbe Mäßlein = 32 Dreißiger
- 1 Dreißiger = 80,5 Pariser Kubikzoll = 1 3/5 Litre[2]
- 1 Metzen = 34 ⅔ Maßkannen  = 37,0595 Liter[3]